# Covelit

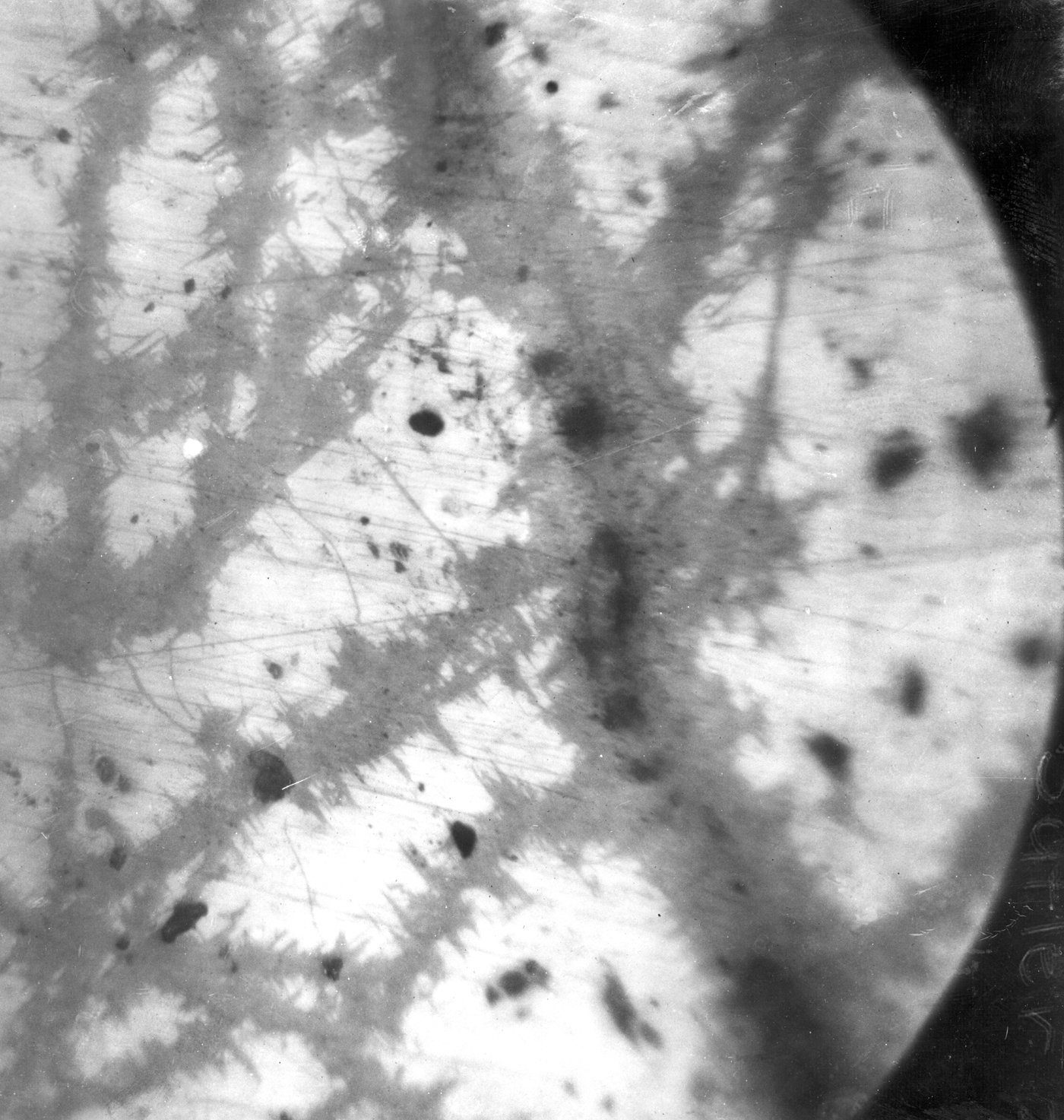
covelitul (gri) care înlocuiește și înglobează calcopirită, secțiune lustruită de la mina Horn Silver, San Francisco Mining District, Utah. Mărit la 210 diametre.

Covelitul (cunoscut și sub numele de covelină) este un mineral rar (sulfură de cupru) cu formula chimică CuS. Acest mineral albastru-indigo este în mod obișnuit un mineral secundar nu prea abundent și, deși nu este un minereu important de cupru în sine, este bine cunoscut colecționarilor de minerale. 
Mineralul se găsește în general în zone de îmbogățire secundară ale depozitelor de sulfuri de cupru. Adesea găsit în straturi peste calcocit, calcopirită, bornit, enargit, pirită și alte sulfuri, de multe ori apare ca înlocuiri pseudomorfe ale altor minerale. Primele eșantioane au fost găsite pe muntele Vezuviu, numite în 1832 dupa N. Covelli.

## Compoziție
Covelitul aparține grupului de sulfuri de cupru binare, care are formula CuxSy și poate avea un raport larg cupru/sulf, de la 1:2 la 2:1 (Cu/S). Cu toate acestea, seria nu este în niciun caz continuă și intervalul de omogenitate al covelitului CuS este îngust. Materiale bogate în sulf CuSx unde x~ 1,1-1,2 există, dar ele prezintă „suprastructuri”, o modulare a planului de masă hexagonal al structurii care se întinde pe un număr de celule unitare adiacente. Acest lucru indică faptul că o parte dintre proprietățile speciale ale covelitului sunt rezultatul structurii moleculare la acest nivel.
După cum este descris pentru monosulfura de cupru, atribuirea stărilor de oxidare ale atomilor care constituie covelitul este înșelătoare. Formula ar putea părea să sugereze descrierea Cu2+, S2−. De fapt, structura atomică arată că sulful și cuprul adoptă fiecare două geometrii diferite. Cu toate acestea, spectroscopia fotoelectronilor, proprietățile magnetice și electrice indică toate absența ionilor de Cu2+ (d9). Spre deosebire de oxidul CuO, materialul nu este un semiconductor magnetic, ci un conductor metalic cu Pauli-paramagnetism slab. Astfel, mineralul este mai bine descris ca fiind format din Cu+ și S− mai degrabă decât Cu2+ și S2− . În comparație cu pirita cu un înveliș deschis de perechi S− pentru a forma S22−, există doar 2/3 din atomii de sulf deținuți. Cealaltă 1/3 rămâne nepereche și împreună cu atomii de Cu formează straturi hexagonale care amintesc de azotatul de bor (structură de grafit). Astfel, o descriere Cu+3S−S22− ar părea potrivită cu o gaură delocalizată în banda de valență care duce la conductivitate metalică. Calculele ulterioare ale structurii benzii indică totuși că gaura este mai localizată pe perechile de sulf decât pe sulful nepereche. Aceasta înseamnă că Cu+3S2−S2− cu o stare mixtă de oxidare a sulfului -2 și -1/2 este mai plauzibil. În ciuda formulei extinse a lui Cu+3S2−S2− de la cercetători în 1976 și 1993, alți oameni au venit cu variații, cum ar fi Cu+4Cu2+2(S2)2S2.

## Structura
Pentru o sulfură de cupru, covelitul are o structură lamelară complicată, cu straturi alternative de CuS și Cu2S2 cu atomi de cupru de coordonare trigonală plană (mai puțin frecventă) și respectiv tetraedrică. Straturile sunt conectate prin legături SS (pe baza forțelor Van der Waals) cunoscute sub numele de dimeriS2. Straturile de Cu2S2 au doar o legătură l/3 de-a lungul axei c (perpendicular pe straturi), deci o singură legătură în acea direcție pentru a crea un clivaj perfect [0001]. Conductivitatea este mai mare pe straturi datorită orbitalilor 3p parțial umpluți, facilitând mobilitatea electronilor.

## Formare

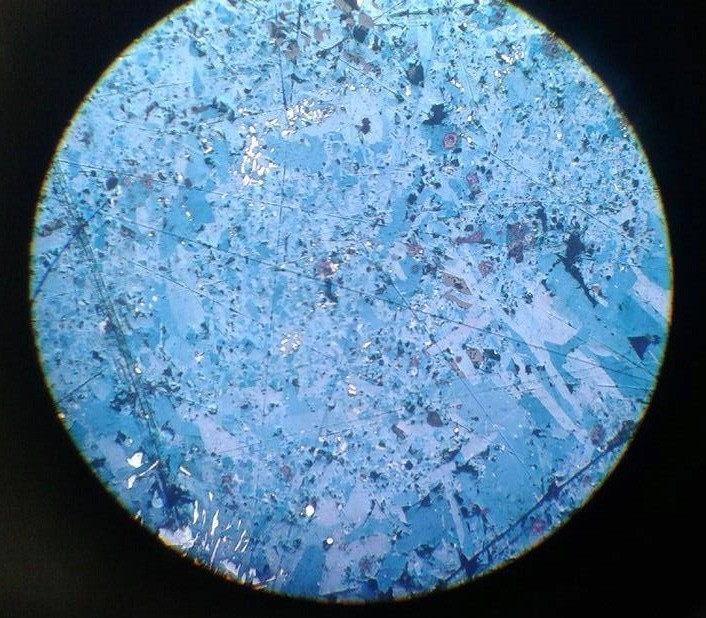
O imagine microscopică a covelitului

### Natural
Covelitul este găsit în mod obișnuit în depozite ca mineral de cupru secundar. Se formează în medii de dezagregare în depozite de suprafață în care cuprul este sulfura principală. Ca mineral principal, formarea covelitului este limitată la condiții hidrotermale, de aceea se găsește mai rar în depozite de minereu de cupru sau ca sublimat vulcanic.

### Sintetic
Structura cristalină unică a Covelitului este legată de condițiile sale complexe de formare oxidativă, așa cum se observă atunci când se încearcă sintetizarea covelitului. Formarea lui depinde, de asemenea, de starea și istoricul sulfurilor asociate din care a fost derivat. Dovezile experimentale arată că metavanadatul de amoniu (NH4VO3) este un catalizator important pentru transformarea în stare solidă a covelitului din alte sulfuri de cupru. Cercetătorii au descoperit că covelitul poate fi produs și în laborator în condiții anaerobe prin bacterii reducătoare de sulfat la o varietate de temperaturi. Cu toate acestea, mai rămân cercetări de făcut, deoarece, deși abundența covelitului poate fi mare, creșterea dimensiunii cristalului său este de fapt inhibată de constrângerile fizice ale bacteriilor. S-a demonstrat experimental că prezența vanadaților de amoniu este importantă în transformarea în stare solidă a altor sulfuri de cupru în cristale de covelit.